# Кейнсіанська функція споживання
Кейнсіанська функція споживання — це модель споживання, згідно з якою обсяг споживання головною мірою залежить від поточного використовуваного доходу, а середня схильність до споживання зі зростанням доходу знижується. Згідно з кейнсіанською теорією основним чинником, який визначає величину споживання в кожному періоді, є поточний дохід домогосподарств.
Джон Кейнс був одним із перших хто розвинув модель поведінки споживача, яку називають кейнсіанською функцією споживання. Вчений сформулював основні постулати своєї моделі не на підставі аналізу статистичних даних, а застосував для цього дедуктивний метод, опираючись на інтуїцію та випадкові спостереження.
Кейнс не заперечував, що процентна ставка може впливати на споживання. Але, на його думку, її вплив на споживання не є визначним. Згідно з кейнсіанською теорією головним чинником споживання є особистий наявний дохід, яким розпоряджаються домогосподарства у кожному поточному періоді. Залежність споживання від цього доходу Кейнс назвав функцією споживання, яку в алгебраїчній формі можна передавши так:
{\displaystyle C={\bar {C}}+c\cdot DI}(1.1)
де {\displaystyle C} — споживання домогосподарств (приватне споживання);
{\displaystyle {\bar {C}}} — автономне споживання;
{\displaystyle c} — гранична схильність до споживання;
{\displaystyle DI} — наявний поточний дохід домогосподарств.
У змішаній економіці наявний дохід приватної економіки менший за дохід на величину податків. У спрощеній, тобто безподатковій економіці, що розглядається, наявний дохід приватної економіки (DI)дорівнює доходу (Y), тобто DI = Y. Він розподіляється на приватне споживання та приватне заощадження:
{\displaystyle DI=Y=C+S} (1.2)
де {\displaystyle C} — приватне споживання;
{\displaystyle S} — приватне заощадження.
За цих умов кейнсіанська функція споживання набуває також вигляду:
{\displaystyle C={\bar {C}}+c\cdot Y}. (1.3)
Як видно з формули (1.3), базовою екзогенною змінною кейнсіанської функції споживання є дохід. При цьому Кейнс уважав, що споживання в більшій мірі є функцією не номінального, а реального доходу. Останній як відомо, залежить від цін. Отже, в кейнсіанській функції ціни впливають на споживання як чинник реального доходу. За рівнянням (1.3) споживання залежить також від граничної схильності до споживання ({\displaystyle c}) та автономного споживання. При цьому принципову роль у кейнсіанській функції споживання відіграє гранична схильність до споживання. Вона являє собою коефіцієнт, який показує, на скільки зміниться величина споживання у разі зміни доходу на одну одиницю, і визначається за формулою
{\displaystyle c={\frac {\Delta C}{\Delta Y}}}. (1.4)
Гранична схильність до споживання характеризує рівень використання поточного доходу на поточне споживання. Тому Кейнс окремо виділяв чинники, що впливають на граничну схильність до споживання. Їх Кейнс поділив на дві групи: об'єктивні та суб'єктивні. До об'єктивних ним було віднесено шість чинників, головні з яких — зміни у рівні заробітної плати, податковій політиці, співвідношенні між поточним і майбутнім доходами, зниження ставки процента тощо, до суб'єктивних — вісім чинників, зокрема намагання домогосподарств створити грошові резерви на випадок непередбачених обставин, нагромадити гроші на старість, бажання залишити дітям спадщину та ін.
Кейнс вважав, що у підсумку всі чинники, які впливають на граничну схильність до споживання, незважаючи на велику їх кількість реалізуються через основний психологічний закон. В його інтерпретації суть цього закону полягає в тому, що "люди схильні, як правило, збільшувати своє споживання у зв'язку зі зростанням доходу, але повільніше, ніж зростає дохід ". Це означає, що у разі зростання доходу на одиницю споживання збільшується менше, ніж на одиницю, тобто {\displaystyle DC<DY}. Оскільки решта приросту доходу домогосподарства спрямовують на збільшення заощаджень, то {\displaystyle DS=DY-DC}. Це означає, що оберненою стороною граничної схильності до споживання є гранична схильність до заощаджень ({\displaystyle s}). Вона являє собою коефіцієнт, який показує, на скільки одиниць змінюється величина заощаджень у разі зміни доходу на одиницю:
```

  

    

      

        
s

        
=

        

          

            

              
Δ

              
S

            

            

              
Δ

              
Y

            

          

        

      

    

    
{\displaystyle s={\frac {\Delta S}{\Delta Y}}}

  

 (1.5)
```

У процесі обґрунтування функції споживання Кейнс спирався і на такий інструмент, як середня схильність до споживання. Це є коефіцієнт, який показує відношення обсягу споживання до величини поточного доходу. Оберненою стороною цього інструмента є середня схильність до заощаджень — коефіцієнт, що показує відношення обсягу заощаджень до поточного доходу. Зазначені коефіцієнти визначаються за формулами:
```

  

    

      

        
c

        
=

        

          

            
C

            
Y

          

        

      

    

    
{\displaystyle c={\frac {C}{Y}}}

  

 (1.6)
```

```

  

    

      

        
s

        
=

        

          

            
S

            
Y

          

        

      

    

    
{\displaystyle s={\frac {S}{Y}}}

  

 (1.7)
```

Із формул (1.6) і (1.7) видно, що для позначення коефіцієнтів середньої схильності використовуються такі самі літери, що й для коефіцієнтів граничної схильності, тобто с і s відповідно.
Щоб глибше розкрити кейнсіанську функцію споживання, звернемося до графічних моделей (рис. 1.1 і 1.2).
На рис. 1.1 бісектриса є кривою, в кожній точці якої споживання дорівнює доходу. Але фактично споживчі витрати, зазвичай, менші, а інколи навіть більші за дохід у поточному періоді. Цьому відповідає крива С, нахил якої залежить від граничної схильності до споживання. На кривій С розміщуються три точки. Лише в точці С весь дохід спрямовується на споживання, а заощадження відсутні. В точці С1 споживання менше за дохідну. Тому виникають додатні заощадження. В точці С2 споживання перевищує дохід, внаслідок чого виникають від'ємні заощадження. Останні показують, що певна частка споживання здійснюється за рахунок попередніх заощаджень або позик.
Споживання, яке фінансується поточним доходом, називається індуційованим споживанням, тобто залежним від поточного доходу. Поряд із цим формула (1.3) виявляє, що крім індуційованого споживання є також автономне споживання.
Індуковане споживання — це частина витрат, яка змінюється залежно від рівня наявного доходу. Оскільки вартість наявного доходу зростає, очікується, що це призведе до подібного зростання споживання. Люди в цій ситуації, ймовірно, витрачають більше грошей на те, щоб жити щедро, робити більше покупок і нести більші витрати.
Автономне споживання визначається як витрати, які повинні здійснити споживачі, навіть коли вони не мають наявного доходу. Деякі товари потрібно купувати, незалежно від того, скільки доходу чи грошей має споживач у будь-який момент часу. Коли у споживача мало ресурсів, оплата цих потреб може змусити їх позичити або отримати доступ до грошей, які вони раніше економили.